# Girolamo Arnaldi
Girolamo Arnaldi (ur. 31 stycznia 1929 w Pizie, zm. 30 stycznia 2016) – włoski historyk, mediewista.
Absolwent historii na uniwersytecie w Neapolu (1951). W latach 1966–1970 był profesorem historii średniowiecznej na uniwersytecie w Bolonii i w latach 1964-1970 na Uniwersytecie Sapienza w Rzymie. Był autorem wielu prac historycznych. Jego badania koncentrowały się przede wszystkim na roli Włoch i papiestwa w kształtowaniu cywilizacji średniowiecznej.
W 1991 r. został członkiem zagranicznym PAN.

## Wybrane publikacje
- Studi sui cronisti della Marca Trevignana nell’età di Ezzelino da Romano, Rom 1963.
- Le origini dello Stato della Chiesa, Turin 1987.
- Natale 875. Politica, ecclesiologia. Cultura del papato altomedievale, Rom 1993
- L’Italia e i suoi invasori, Rom-Bari 2004

## Publikacje w języku polskim
- Italia i najeźdźcy, tł. Ksenia Zawanowska, Monika Woźniak, Warszawa: Wydawnictwo Neriton 2009.